# Francesco Francia

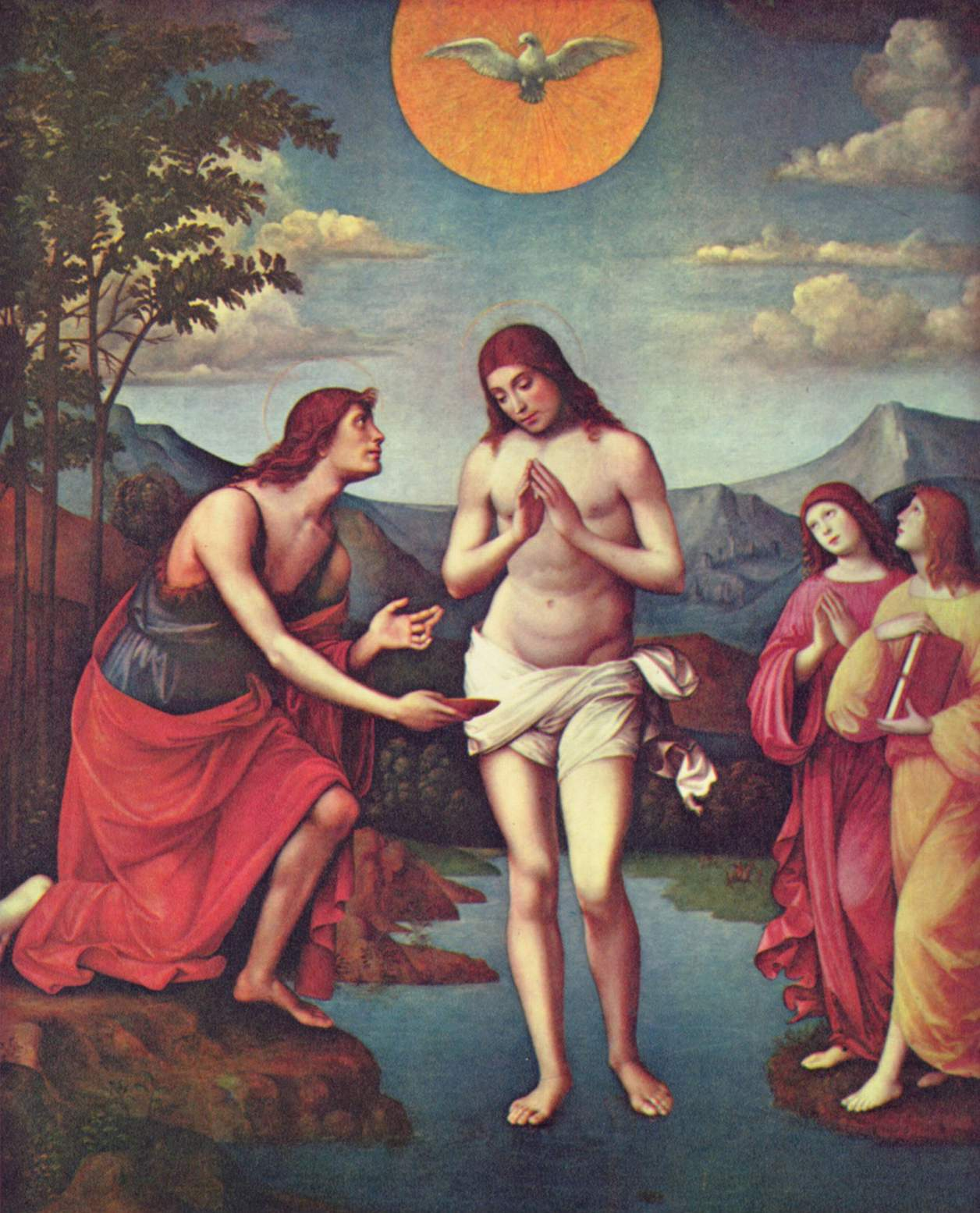
El baptisme de Crist (1509) Staatliche Kunstsammlungen de Dresden

Francesco di Marco di Giacomo Raibolini dit Francesco Francia o Francesco de Bolonya, lat. Franciscus Bononiensis, (Bolonya, 1450 - 5 de gener de 1517) va ser un pintor i gravador italià pertanyent a la família artística dels Francia.
La teoria d'Antonio Panizzi segons la qual era la mateixa persona que el tipògraf Francesco Griffo ha estat refutada posteriorment.

## Biografia
Francesco Raibolini era fill del gravador sobre fusta Marco di Giacomo Raibolini, pertanyent a una de les famílies més antigues i conegudes de Bolonya, que posseïen terres a Zola Predosa. Primer va treballar d'orfebre i de tallador d'encunys. L'any 1482 va ingressar al gremi d'orfebres, i l'any següent ja hi estava al capdavant de la institució. El nom de Francia el va prendre del seu mestre.
Al voltant de 1490 va començar a orientar-se vers la pintura. El seu estil pictòric s'assembla al de Perugino i al de Giovanni Bellini, amb els quals el va comparar Rafael.
El seu fill, Giacomo Francia, va imitar tan perfectament el seu estil que resulta difícil distingir les obres de l'un i de l'altre.
Amico Aspertini, Bartolommeo Ramenghi, el gravador Marcantonio Raimondi i Timoteo della Vite van ser deixebles seus.
Malgrat de vertaders èxits com a pintor, Francesco mai no va renunciar al seu primer ofici, i li agradava signar les seues obres afegint al seu nom el títol d'aurifex. Al llarg de tota la seua vida va fer medalles, gravats i niellats.
També esdevingué Mestre de Moneda de la ciutat de Bolonya, títol que el feia l'encarregat de confeccionar els encunys destinats a fer les peces.
L'any 1506, arran de la caiguda del seu protector Giovanni Bentivoglio, Francesco va abandonar Bolonya i es va posar a treballar a altres ciutats, principalment a Parma i a Mòdena.
Giorgio Vasari va incloure la seua biografia a Le Vite, amb el nom de Francesco Francia Bolognese

## Obres com a pintor
- Davallament de la Creu, per a l'església de Santa Maria del Borgo, conservada a la Pinacoteca Nacional de Bolonya
- Sant Sebastià, destacable per l'exactitud de les proporcions i la bellesa de les formes (a Bolonya)
- Josep d'Arimatea, sant Joan i les tres Maries plorant Jesús davallat de la Creu
- El baptisme de Crist (1509), Staatliche Kunstsammlungen, Dresden
- Al Metropolitan Museum of Art de Nova York
  - Mare de Déu i Infant amb sant Francesc i sant Jeroni
  - Mare de Déu i Infant
  - Mare de Déu i Infant amb sant Francesc i sant Jeroni
  - Retrat de Federigo Gonzaga, pintura al tremp sobre fusta, transferida posteriorment a llenç i una altra volta a fusta